# Moreuil
Moreuil – miejscowość i gmina we Francji, w regionie Hauts-de-France, w departamencie Somma.
Według danych na rok 1990 gminę zamieszkiwało 4156 osób, a gęstość zaludnienia wynosiła 177 osób/km² (wśród 2293 gmin Pikardii Moreuil plasuje się na 45. miejscu pod względem liczby ludności, natomiast pod względem powierzchni na miejscu 48.).